# Martin Ødegaard
Martin Ødegaard (pronunciación en noruego: /ˈmɑrʈɪn ²øːdəˌɡɔːɾ/; Drammen, Buskerud, 17 de diciembre de 1998) es un futbolista noruego que juega de centrocampista en el Arsenal F. C. de la Premier League.
Hizo su debut profesional a los 15 años en el Strømsgodset I. F. de la Tippeligaen de Noruega, competencia donde rompió el récord del jugador más joven en anotar. En 2015, se convirtió en el jugador más joven en la historia del Real Madrid C. F., que lo fichó por €4 millones ese mismo año. Después de pocas apariciones en el club, tuvo un exitoso periodo de cesiones al S. C. Heerenveen y S. B. V. Vitesse de la Eredivisie de Países Bajos, y la Real Sociedad de la Primera División de España, con la que ganó la Copa del Rey de 2019. En 2021, fichó por €35 millones con el Arsenal F. C., y un año después se convirtió en capitán del club.
En 2014 debutó con la selección absoluta de Noruega, y estableció el récord del jugador más joven en la historia del equipo y los partidos de clasificación para la Eurocopa. En marzo de 2021 asumió la capitanía del seleccionado.

## Trayectoria

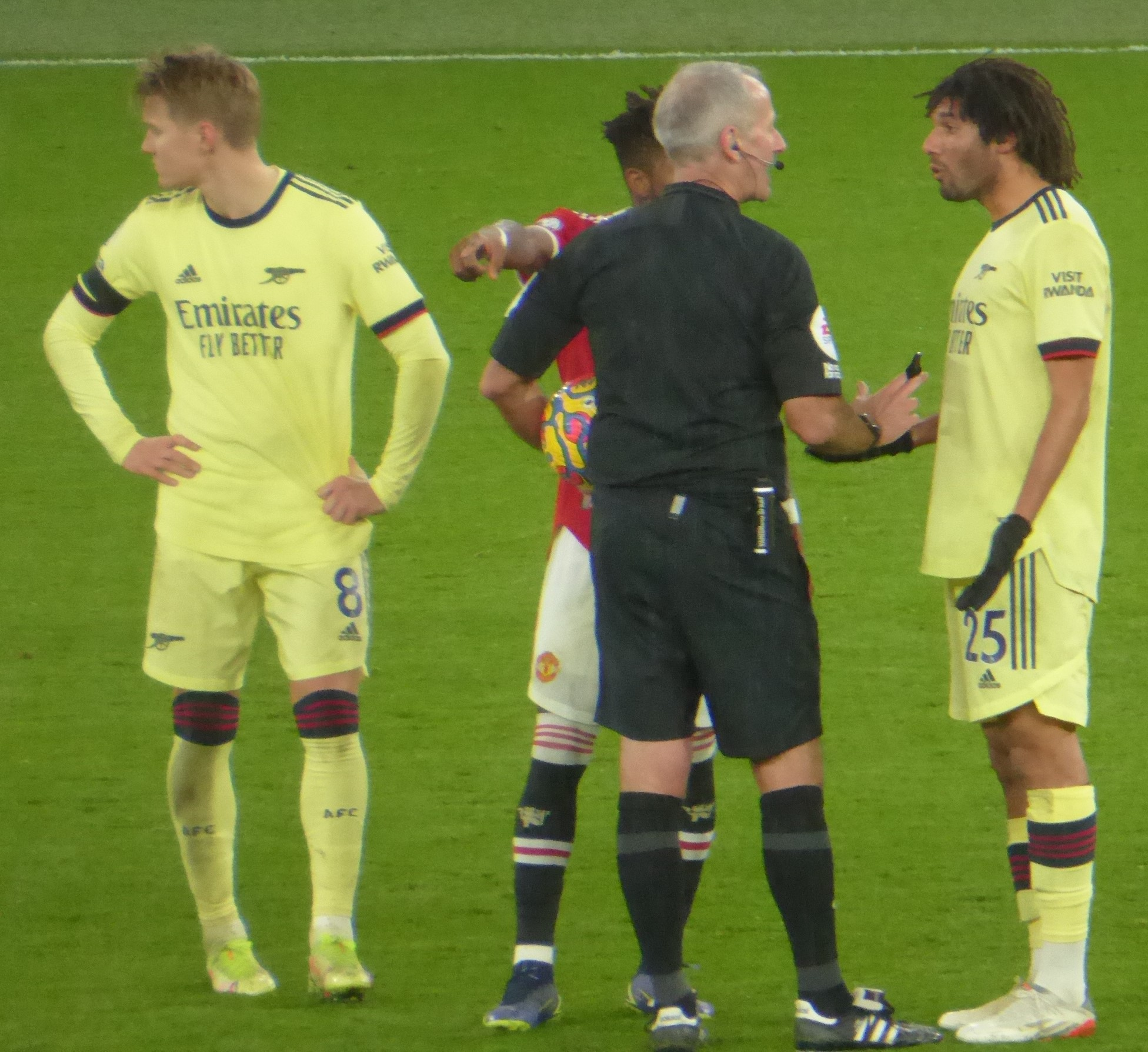
Ødegaard en un Arsenal-Manchester United

### Inicios
Empezó a jugar en un equipo local de fútbol, el Drammen Strong. Su padre, que también fue futbolista, cofundó una sección en el equipo y se convirtió en el entrenador de su hijo. En 2005, cuando tenía 6 años, sus padres y otros invirtieron 50 000 kroner para que el equipo pudiera tener un estadio, al que llamaron Kjappen, con césped artificial. La construcción del estadio fue crucial para su desarrollo futbolístico, ya que pasaba mucho tiempo entrenando allí.
El equipo fue elegido para que Ødegaard, recibiera un premio de 50 000 kroner, debido a que había ganado el premio al talento futbolístico de abril de 2014 y de la temporada, entregado por Statoil. Más tarde, en 2015, el equipo recibió 250 000 kroner, el equivalente a 29 000 € aproximadamente, como un regalo del Strømsgodset I. F. cuando fichó por el Real Madrid.
En 2009, se unió a las categorías inferiores del Strømsgodset I. F. Entrenó y jugó con otros chicos mayores que él. En 2011, con 12 años, impresionó al exentrenador Lars Tjærnås durante un torneo sub-16 nacional:
The best 15-year-olds in the country were gathered for a tournament between the top clubs... It was definitely not the first time he had astonished his opponents or the spectators. He was three or four years younger than the others. It was impossible not to realize that we were witnessing something out of the ordinary.
Los mejores jugadores de 15 años del país se habían reunido para jugar un torneo entre los mejores equipos del país... Definitivamente, esa no era la primera vez que dejaba atónitos a sus oponentes o a los espectadores. Él era tres o cuatro años más joven que los demás. Era imposible no darnos cuenta que estábamos siendo testigos de algo fuera de lo común.

### La joven perla noruega
En 2011, Ødegaard, quien formaba parte de las categorías inferiores del Strømsgodset I. F., comenzó a entrenar con el primer equipo cuando solo tenía 13 años. Hizo su debut con el primer equipo en el mismo año, en un partido amistoso jugado en la mitad de la temporada ante el rival local, el Mjøndalen I. F. También hizo algunas pruebas en el F. C. Bayern o el Manchester United F. C. entre otros, si bien tuvo que regresar a Noruega. En 2013, con 14 años, jugó para las categorías inferiores del equipo (normalmente tiene jugadores de entre 17 y 19 años) y el tercer equipo, que jugaba en la quinta división del fútbol noruego.
En enero de 2014, se hizo oficial que jugaría con el primer equipo, aunque entonces no se firmó ningún contrato debido a la prematura edad del futbolista. Como parte del acuerdo, entrenaba durante dos noches por semana con el Mjøndalen I. F., de la Segunda División noruega, equipo donde su padre era entrenador asistente.
Debutó en partido oficial en el fútbol profesional el 13 de abril de 2014 frente al Aalesunds F. K. en el Marienlyst Stadion. A sus 15 años, se convirtió en el futbolista más joven de la historia en jugar en la Tippeligaen. Un mes después, selló un contrato profesional por dos temporadas hasta 2015. Al finalizar la campaña de 2014 ya se había consolidado en la titularidad, con 23 encuentros y 5 goles anotados. La prensa fascinada, destacó en especial sus habilidades técnicas y su visión de juego, moviéndose entre líneas para generar opciones de pase. Por esta razón, atrajo la atención de grandes clubes europeos que querían contratarle cuando cumpliera 16 años, edad mínima legal. Incluso llegó a entrenar con algunos de ellos, como el Bayern de Múnich y el Liverpool F. C.
A finales de julio, en un partido como visitante en Sandnes Ulf, tuvo serias discusiones con los periódicos nacionales VG, Dagbladet y Aftenposten, sobre su posible convocatoria con la selección de fútbol de Noruega. Anotó tres goles y dio una asistencia. También recibió la falta que provocó el penalti que lanzaría un compañero suyo y lo fallaría. John Arne Riise, el jugador que ha jugado más partidos con la selección de fútbol de Noruega, se impresionó y demandó que debería jugar ante las grandes naciones de Europa. El exseleccionador de la selección de fútbol de Noruega, Nils Johan Semb, dijo que era uno de los mejores jugadores de 15 años que hay en Europa, pero añadió que todavía no debía de jugar con la selección absoluta. Cuando la prensa le preguntó si jugaría con la selección de fútbol de Noruega, respondió que sí.
En un partido como visitante ante el I. K. Start el 15 de agosto, cambió a la posición de extremo derecho y dio las tres asistencias del equipo en el partido, que ganaron por 3-2. El 19 de octubre, anotó por primera vez dos goles en un partido ante el Lillestrøm S. K. El equipo terminó cuarto en la Liga, clasificándose por primera vez para jugar en la Liga Europea de la UEFA. Anotó 5 goles en 23 partidos y dio 7 asistencias.
En diciembre, durante el final de la temporada en Noruega, viajó por Europa para entrenar con equipos como el Liverpool Football Club, Bayern de Múnich, Manchester United Football Club o Manchester City Football Club. También visitó al Arsenal Football Club, pero finalmente fichó por el Real Madrid Club de Fútbol.

### Llegada a Madrid y su consagración con las cesiones
El 22 de enero de 2015 se hizo oficial su traspaso al Real Madrid Club de Fútbol, siendo presentado ese mismo día, pasando a formar parte del equipo filial, el Real Madrid Castilla Club de Fútbol de la Segunda División "B". No obstante, fue inscrito en la primera plantilla del primer equipo para la Liga de Campeones de la UEFA. Debutó a las órdenes de Zinedine Zidane el 8 de febrero en un partido frente al Bilbao Athletic, y anotó su primer gol el día 21 en la victoria por 4-0 sobre el Barakaldo Club de Fútbol en el Estadio Alfredo Di Stéfano.
Esa misma temporada, que finalizó con once partidos disputados con el filial, debutó oficialmente con el Real Madrid C. F. el 23 de mayo al sustituir a Cristiano Ronaldo en la segunda parte del último partido de la temporada de la Liga ante el Getafe Club de Fútbol. En la victoria por 7-3 el jugador se convirtió en el jugador más joven en debutar en Liga de la historia del club, al hacerlo con 16 años y 157 días, superando el anterior registro de Alberto Rivera, quien lo hizo con 17 años y 111 días en 1995.
En enero de 2017 fue cedido al Sportclub Heerenveen de la Eredivisie hasta el 30 de junio de 2018. Debutó en un partido contra el Alkmaar Zaanstreek y finalizó su primera temporada con 17 encuentros disputados, 1 gol y 3 asistencias. Para el campeonato siguiente fue integrante regular del equipo titular, y mostró una mayor adaptación al equipo y al fútbol profesional.
El 21 de agosto de 2018, el club madrileño anunció la cesión del jugador al Stichting Betaald Voetbal Vitesse hasta final de temporada para continuar con su progresión al nivel profesional. Fue donde el jugador recuperó sensaciones y se le volvió a señalar como uno de los mejores jóvenes del momento tras un período gris en su evolución. Tras grandes actuaciones que el colocaron como uno de los pilares del equipo, fue destacado como el mejor jugador del club de la temporada que le permitieron regresar al máximo nivel europeo. Finalizó la temporada con once goles y doce asistencias en treinta y nueve partidos con el conjunto de Arnhem, una notable mejora en el aspecto ofensivo.
Tras renovar con el club madrileño hasta 2023, el 5 de julio de 2019, la Real Sociedad hizo oficial su incorporación como cedido por una temporada, si bien es cierto que pudieran llegar a ser dos los cursos que militase en el equipo. Tras debutar frente al Valencia Club de Fútbol el 17 de agosto, anotó su primer gol en la liga el día 25 de agosto frente al Real Club Deportivo Mallorca en Son Moix siendo clave marcando el único gol del partido y siendo el mejor del equipo. El nivel logrado en los Países Bajos se confirmó a los pocos partidos en España.
El día 14 de septiembre marcó el primer gol de la victoria en Anoeta por 2-0 frente al Atlético de Madrid. Sus buenas actuaciones le convirtieron en titular indiscutible y el referente del equipo con tres goles anotados y cuatro asistencias en la primera mitad de la temporada, y fue señalado como una de los jugadores revelación del campeonato. Conocido entre la afición «txuri urdin» como «Martinxo», fue declarado como MVP del mes de septiembre. Continuó con destacadas actuaciones que confirmaron su gran momento deportivo y como uno de los jugadores referentes del campeonato, colaborando con gol o asistencia en trece ocasiones en veintidós encuentros y con participación en veinticuatro jugadas de gol hasta el mes de febrero, el que más del campeonato. En la fecha su actual equipo quedó emparejado frente al Real Madrid en los cuartos de final de la Copa del Rey, señalado el duelo como una nueva prueba de su valía al más alto nivel tras su consagración. En el partido, disputado en el estadio Santiago Bernabéu, fue uno de los jugadores más destacados y fue el autor del 0-1 en la victoria de su equipo por 3-4.
Sus actuaciones le valieron para ser señalado como uno de los jugadores revelación del campeonato, y tras manifestar que prefería continuar un año más en Guipúzcoa como lo más adecuado para su evolución y posterior consagración en Madrid, finalmente una conversación con Zinedine Zidane al final de temporada le convenció de su vuelta al equipo madrileño, en disposición de ser un jugador importante dentro del equipo. Para la fecha, InStat le señaló como el mejor mediocentro ofensivo en relación con sus aportaciones en los minutos disputados, por delante de Toni Kroos —calificado como segundo mejor centrocampista—, al tiempo que arrastraba unas molestias en forma de lesión crónica en la rodilla, de la que no parecía recuperarse.
Su vuelta a Madrid, como uno de los mejores jugadores del pasado año en España, se caracterizó por las lesiones y la alta competencia dentro del grupo para disputar minutos. Así, tras varios meses de infortunio decidió solicitar una cesión al club creyendo poder disputar más minutos y mejorar de sus lesiones. Tras el interés de varios clubes, recaló en el Arsenal Football Club, donde coincidió con Dani Ceballos, también cedido por el club madridista.

### Nueva etapa en Londres
Tras su vuelta a Madrid, y ante la alta competencia en su puesto en el equipo decidió firmar con el Arsenal Football Club.

## Selección nacional

### Categorías inferiores
Ødegaard jugó para las inferiores sub-15 y sub-16 antes de ser convocado para la selección sub-17 de Noruega en un torneo celebrado en Turquía en enero de 2014, donde no llegó a debutar. Sí lo hizo el día 28 del mes siguiente en un partido frente a la selección islandesa. Posteriormente participó en la ronda élite de la clasificación del Europeo 2014, jugando dos de los tres partidos donde su equipo no pudo acceder a la fase final del torneo.
Citado por la selección sub-21, disputó la clasificación para la Eurocopa sub-21 de 2017, jugando los noventa minutos en la derrota por 0-1 frente a Inglaterra. Su debut se produjo el 4 de septiembre de 2014 en un partido frente a Portugal.
Éstas fueron su únicas apariciones en las categorías inferiores noruegas, ya que con apenas quince años debutó con la selección absoluta.

### Selección absoluta

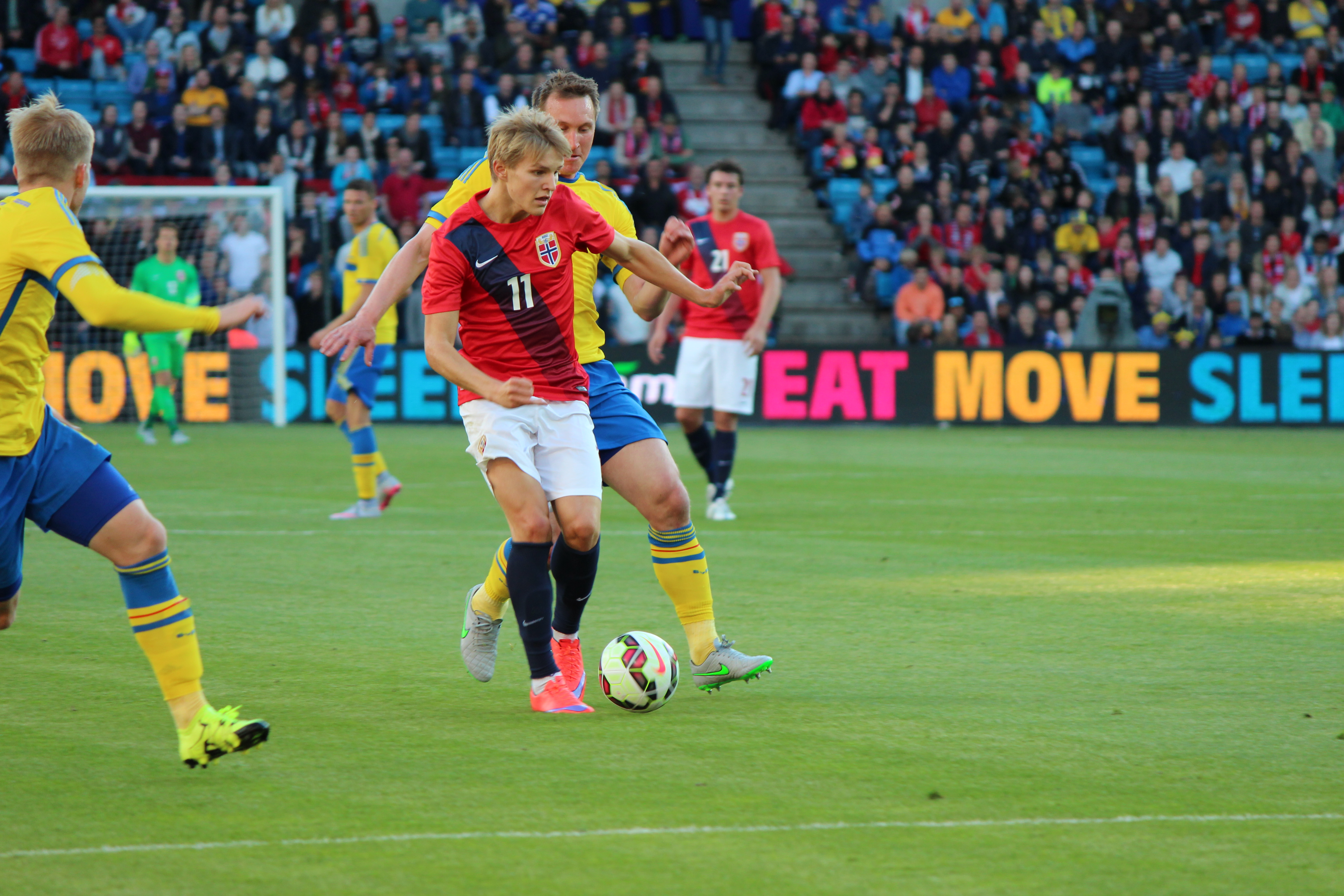
Ødegaard jugando con la.

El 19 de agosto de 2014 fue convocado a la selección noruega con miras a un amistoso contra los Emiratos Árabes Unidos. Al realizar su debut, se convirtió en el jugador más joven en haber jugado con la selección del país nórdico. Tras él llegó su debut en competición oficial al disputar la clasificación para la Eurocopa 2016, en el partido del 13 de octubre de 2014 contra la selección búlgara. En dicho encuentro se convirtió en el jugador más joven de la historia en disputar la Eurocopa de selecciones que contabiliza las fases previas con 15 años y 300 días. Tras la finalización de la fase, su combinado fue uno de los ocho equipos que debieron jugar una eliminatoria de repesca para poder participar en el torneo, que sin embargo no logró al caer por un 3-1 global frente a Suecia, y donde el jugador no fue convocado.
El jugador fue posteriormente asentado en la categoría sub-21, y no tuvo participación con la absoluta hasta el 11 de noviembre de 2017 en un partido amistoso frente a Macedonia en el que disputó 69 minutos.

## Estadísticas

### Clubes
Actualizado al último partido disputado el 25 de mayo de 2025.
| Club                                | Div.          | Temporada     | Liga  | Liga  | Liga   | Copas nacionales | Copas nacionales | Copas nacionales | Copas internacionales | Copas internacionales | Copas internacionales | Total | Total | Total  |
| Club                                | Div.          | Temporada     | Part. | Goles | Asist. | Part.            | Goles            | Asist.           | Part.                 | Goles                 | Asist.                | Part. | Goles | Asist. |
| ----------------------------------- | ------------- | ------------- | ----- | ----- | ------ | ---------------- | ---------------- | ---------------- | --------------------- | --------------------- | --------------------- | ----- | ----- | ------ |
| Strømsgodset I. F. · Noruega        | 1.ª           | 2014          | 23    | 5     | 7      | 1                | 0                | 0                | 1                     | 0                     | 0                     | 25    | 5     | 7      |
| Strømsgodset I. F. · Noruega        | Total club    | Total club    | 23    | 5     | 7      | 1                | 0                | 0                | 1                     | 0                     | 0                     | 25    | 5     | 7      |
| Real Madrid C. F. · España          | 1.ª           | 2014-15       | 1     | 0     | 0      | 0                | 0                | 0                | 0                     | 0                     | 0                     | 1     | 0     | 0      |
| Real Madrid Castilla C. F. · España | 2.ª B         | 2014-15       | 11    | 1     | 1      | —                | —                | —                | —                     | —                     | —                     | 11    | 1     | 1      |
| Real Madrid Castilla C. F. · España | 2.ª B         | 2015-16       | 38    | 1     | 7      | —                | —                | —                | —                     | —                     | —                     | 38    | 1     | 7      |
| Real Madrid Castilla C. F. · España | 2.ª B         | 2016-17       | 13    | 3     | 0      | —                | —                | —                | —                     | —                     | —                     | 13    | 3     | 0      |
| Real Madrid Castilla C. F. · España | Total club    | Total club    | 62    | 5     | 8      | 0                | 0                | 0                | 0                     | 0                     | 0                     | 62    | 5     | 8      |
| Real Madrid C. F. · España          | 1.ª           | 2016-17       | 0     | 0     | 0      | 1                | 0                | 0                | 0                     | 0                     | 0                     | 1     | 0     | 0      |
| S. C. Heerenveen · Países Bajos     | 1.ª           | 2016-17       | 16    | 1     | 3      | 1                | 0                | 0                | —                     | —                     | —                     | 17    | 1     | 3      |
| S. C. Heerenveen · Países Bajos     | 1.ª           | 2017-18       | 24    | 2     | 1      | 2                | 0                | 1                | —                     | —                     | —                     | 26    | 2     | 2      |
| S. C. Heerenveen · Países Bajos     | Total club    | Total club    | 40    | 3     | 4      | 3                | 0                | 1                | 0                     | 0                     | 0                     | 43    | 3     | 5      |
| S. B. V. Vitesse · Países Bajos     | 1.ª           | 2018-19       | 35    | 9     | 12     | 4                | 2                | 0                | —                     | —                     | —                     | 39    | 11    | 12     |
| S. B. V. Vitesse · Países Bajos     | Total club    | Total club    | 35    | 9     | 12     | 4                | 2                | 0                | 0                     | 0                     | 0                     | 39    | 11    | 12     |
| Real Sociedad · España              | 1.ª           | 2019-20       | 31    | 4     | 6      | 5                | 3                | 3                | —                     | —                     | —                     | 36    | 7     | 9      |
| Real Sociedad · España              | Total club    | Total club    | 31    | 4     | 6      | 5                | 3                | 3                | 0                     | 0                     | 0                     | 36    | 7     | 9      |
| Real Madrid C. F. · España          | 1.ª           | 2020-21       | 7     | 0     | 0      | 0                | 0                | 0                | 2                     | 0                     | 0                     | 9     | 0     | 0      |
| Real Madrid C. F. · España          | Total club    | Total club    | 8     | 0     | 0      | 1                | 0                | 0                | 2                     | 0                     | 0                     | 11    | 0     | 0      |
| Arsenal F. C. Inglaterra            | 1.ª           | 2020-21       | 14    | 1     | 2      | 0                | 0                | 0                | 6                     | 1                     | 0                     | 20    | 2     | 2      |
| Arsenal F. C. Inglaterra            | 1.ª           | 2021-22       | 36    | 7     | 4      | 4                | 0                | 1                | —                     | —                     | —                     | 40    | 7     | 5      |
| Arsenal F. C. Inglaterra            | 1.ª           | 2022-23       | 37    | 15    | 7      | 1                | 0                | 0                | 7                     | 0                     | 0                     | 45    | 15    | 7      |
| Arsenal F. C. Inglaterra            | 1.ª           | 2023-24       | 35    | 8     | 10     | 4                | 1                | 0                | 9                     | 2                     | 2                     | 48    | 11    | 12     |
| Arsenal F. C. Inglaterra            | 1.ª           | 2024-25       | 30    | 3     | 8      | 4                | 0                | 2                | 11                    | 3                     | 1                     | 45    | 6     | 11     |
| Arsenal F. C. Inglaterra            | Total club    | Total club    | 152   | 34    | 31     | 13               | 1                | 3                | 33                    | 6                     | 3                     | 198   | 41    | 37     |
| Total carrera                       | Total carrera | Total carrera | 351   | 60    | 68     | 27               | 6                | 7                | 36                    | 6                     | 3                     | 414   | 72    | 78     |

## Récords

### Noruega
- Futbolista más joven en jugar en la Tippeligaen. Récord noruego absoluto.
- Futbolista más joven en jugar con la selección de fútbol de Noruega. Récord noruego absoluto.

### España
- Futbolista más joven en jugar en la Primera División de España con el Real Madrid C. F. Récord madridista absoluto.

### Europa
- Futbolista titular más joven en una fase de clasificación de la Eurocopa. Récord europeo absoluto.

## Vida privada
Aún estaba yendo a la escuela secundaria cuando hizo su debut profesional, pero desde entonces ha completado el nivel de educación obligatorio en Noruega.

## Palmarés

### Títulos nacionales
| Título           | Club          | País       | Año  |
| ---------------- | ------------- | ---------- | ---- |
| Copa del Rey     | Real Sociedad | España     | 2020 |
| Community Shield | Arsenal F. C. | Inglaterra | 2023 |

### Títulos internacionales
| Título              | Club              | Sede      | Año  |
| ------------------- | ----------------- | --------- | ---- |
| Supercopa de Europa | Real Madrid C. F. | Trondheim | 2016 |

### Distinciones individuales
| Distinción                                                                     | Año  |
| ------------------------------------------------------------------------------ | ---- |
| Parte de los 50 mejores jugadores del mundo para The Guardian (categoría 1998) | 2015 |
| Parte de los 100 mejores jugadores del mundo según The Guardian                | 2022 |
| Jugador del mes de la Premier League del mes de noviembre y diciembre          | 2022 |